# Коваленко, Назар Викторович
Назар Викторович Коваленко (род. 9 февраля 1987 года в Кисляке) — украинский спортсмен-легкоатлет, специализируется в спортивной ходьбе, мастер спорта Украины международного класса (2009), член комиссии атлетов Федерации легкой атлетики Украины, кавалер Ордена Данила Галицкого, многократный чемпион и призер чемпионатов и кубков Украины по спортивной ходьбе, рекордсмен Украины, участник Олимпийских игр в Лондоне и Рио-де-Жанейро.

## Биография
В 2011 году Коваленко окончил Переяслав-Хмельницкий педагогический университет.
Рекордсмен Украины в помещениях на дистанции 10 км — 39,2 мин. (2010). Участник 30-х Олимпийских игр 2012 в Лондоне, занял 27-е место на дистанции 20 км. В том же году стал бронзовым призёром Кубка мира в команде на дистанции 20 км (Саранск, РФ). На международных соревнованиях в Лугано, Швейцария, занял четвёртое место на дистанции 20 км с результатом — 1 ч 19 мин 55 сек — лучший за время независимости Украины.
На летней Универсиаде 2013, которая проходила с 6 по 17 июня в Казани, Назар представлял Украины в двух дисциплинах и завоевал серебряную медаль вместе с Русланом Дмитренко, Иваном Лосевым и Игорем Главаном. В командных соревнованиях украинские спортсмены показали второй результат 4 часа 8 минут 9 секунд, уступив лишь россиянам (4:04:31), но существенно опередив команду Канады (4:20.35). В индивидуальных соревнованиях по спортивной ходьбе на 20 километров Украинец стал десятым (1:25:32).
Серебряный призёр Кубка Европы 2013 года в Дуденце (Словакия), победитель Кубка мира 2014 года в командном зачёте на 20 км в Тайцане (Китай), бронзовый призёр Кубка Европы 2015 года (Испания) на 20 км в командном зачёте.
На Универсиаде 2015 года улучшил результат: стал девятым в личном зачёте и завоевал золотую медаль в командной ходьбе на 20 км вместе с Игорем Главаном и Иваном Банзеруком. На Олимпиаде 2016 года Коваленко выступал в ходьбе на 20 км и занял 40-е место.
В 2017 году был замешан в скандале с допингом. Дисквалификация началась с 9 марта 2017 года, её срок составлял три года. Все результаты спортсмена с 11 мая 2012 года по 17 мая 2015 года аннулированы.